# Каррерас Гойкоэчеа, Жоан
Жоан Каррерас-и-Гойкоэчеа (кат. Joan Carreras i Goicoechea; 22 июля 1962, Барселона) — испанский писатель и журналист, пишущий на каталанском языке.
Сын Жоана Каррераса-и-Марти, руководившего выпуском первого издания Большой каталанской энциклопедии. Работал журналистом в различных каталонских газетах и сценаристом, редактором и руководителем канала Каталонской корпорации аудиовизуальных медиа. Преподавал цифровую журналистику в Университете Раймунда Луллия и Университете Помпеу Фабра.
В 2014 году получил Премию Сант-Жорди за роман L'àguila negra.

## Романы
- 1998 — La gran nevada (Empúries)[2]
- 2003 — Qui va matar el Floquet de Neu (Empúries)
- 2009 — L’home d’origami (Amsterdam)
- 2012 — Carretera secundària (Proa)
- 2013 — Cafè Barcelona (Proa)
- 2015 — L'àguila negra[3]
- 2017 — La dona del Cadillac[4]

## Награды
- 2012 — Награды Literaris de Cadaqués — Carles Rahola de periodisme: Postals de la nostàlgia des de Cadaqués
- 2014 — Награды Ciutat de Barcelona de literatura catalana: Cafè Barcelona
- 2014 — Награды Sant Jordi de novela: L'àguila negra